# Drosophila ohioensis
Drosophila ohioensis este o specie de muște din genul Drosophila, familia Drosophilidae, descrisă de Spencer în anul 1940. Conform Catalogue of Life specia Drosophila ohioensis nu are subspecii cunoscute.